# VP4
VP4是一種由On2 Technologies所開發出來的視訊編解碼技術. 2001年1月發表. On2 Technologies於2001年5月21日，推出Beta版本. 2001年6月On2 Technologies將VP4推出於網站上.

## 外部連結
- VP4 Codec at FreeCodecs.com （页面存档备份，存于）
- VP4 for RealPlayer （页面存档备份，存于）